# Рогановић (презиме)
Рогановић је презиме у Црној Гори, село Трњине, Мале Цуце. Потомци су кнеза Рогана Лаковића-Дрекаловића, кога је Његош овјековјечио као личност у "Горском вијенцу". Потичу од Дрекаловића из Куча.
Братство Рогановић је у сродству са братствима: Биговић, Стевовић...
Од Рогановића потичу братства у Херцеговини: Роган (код Билеће), Црногорац (Стари Дулићи код Гацка), Сташа-Македонка и Видаковић (Данићи код Гацка).

## Знамените личности
- Кнез Роган, родоначелник и кнез цуцки
- Радоје Рогановић-Црногорац, пјесник
- Иларион Рогановић-Цуца, митрополит црногорски